# Wilfried Schlau
Wilfried Schlau (* 27. April 1917 in Weliki Ustjug; † 1. April 2010 in Friedrichsdorf) war ein deutscher Soziologe und Hochschullehrer deutsch-baltischer Herkunft.

## Leben und Wirken
Schlau stammte aus einer deutsch-baltischen Akademikerfamilie. Er war ein Sohn des Philologen und Pädagogen Wilhelm Schlau (1886–1978) und dessen Frau Frieda Dorothea, geb. Neander (1888–1984), einer Schwester von Wilhelm Neander. Sein Großvater war der 1919 von den Bolschewiken in Riga ermordete Propst Karl Schlau. Karl-Otto Schlau war sein jüngerer Bruder. Er wurde in Nordrussland geboren, wohin es die Familie im Ersten Weltkrieg verschlagen hatte. Jugend und Schulzeit verlebte er in Mitau (lettisch Jelgava), wo er 1934 sein Abitur auf dem von seinem Vater geleiteten Gymnasium machte.
Er ging zunächst für ein Jahr an die Heimvolkshochschule Jablonken im Landkreis Ortelsburg, Ostpreußen und begann nach einer Lehrzeit 1939 ein Landwirtschaftsstudium an der Landwirtschaftlichen Akademie in Mitau. Doch 1940 verließ seine Familie als Folge des Deutsch-Sowjetischen Grenz- und Freundschaftsvertrags das Baltikum, und Wilfried Schlau wurde zum Kriegsdienst in der Wehrmacht eingezogen. Nach Ende des Zweiten Weltkriegs und Kriegsgefangenschaft setzte er sein Studium an der Landwirtschaftlichen Hochschule Hohenheim fort und schloss es 1949 mit dem Diplom ab.
Ab 1950 war Schlau an der Hessischen Landvolkshochschule in Neustadt bei Marburg/Lahn, später in Friedrichsdorf/Taunus tätig, von 1952 bis 1968 als Leiter.
In Neustadt war er im Oktober 1950 Gastgeber der Gründungsversammlung der von ihm stets geförderten Vereinigung Heimatvertriebener Deutscher Studenten e. V. (VHDS), in Friedrichsdorf Gastgeber mehrerer VHDS-Tagungen. In Friedrichsdorf begründete Schlau auch mit Persönlichkeiten aus der VHDS das Studentenbildungswerk Bad Homburg v.d.H.
Wilfried Schlau war nach Theodor Veiter Leiter des Expertenkomitees "Soziologie" der AER (der Forschungsgesellschaft für das Weltflüchtlingsproblem).
1969 habilitierte sich Schlau an der Wirtschafts- und Sozialwissenschaftlichen Fakultät der Universität Hohenheim und erhielt die Lehrberechtigung für das Fachgebiet politische Soziologie und neuere Sozialgeschichte. Nach kurzer Tätigkeit an der Führungsakademie der Bundeswehr in Hamburg wurde er 1971 ordentlicher Professor für Soziologie an der Erziehungswissenschaftlichen Hochschule Rheinland-Pfalz und ab 1979 an der Johannes-Gutenberg-Universität Mainz.
Neben seiner Lehrtätigkeit engagierte er sich im Studentenbildungswerk und entwickelte über dieses mit Hilfe einer industriellen Stiftung z. B. das „Mainzer Modell“ zur Ermöglichung des Erlernens der Sprachen Ostmitteleuropas für Studierende aller Fachrichtungen. Zuvor leitete er von 1965 bis 1967 in der Hessischen Landesvolkshochschule u. a. Studientagungen mit Universitätsprofessoren zu Themen wie „Ukrainer, Weißrussen und Deutsche“.
Wie sein Vater und sein Bruder war Schlau auch in deutsch-baltischen Organisationen aktiv.

## Werke
- Heimatvertriebenes ostdeutsches Landvolk. 1955.
- Politik und Bewußtsein. 1971.
- mit Gerhard Schadwill: Lehrer in Rheinland-Pfalz. 1984.
- (Hrsg.): Bedingungslose Heimkehr. 1979.
- (Hrsg.): Das Mainzer Modell. 1983.
- (Hrsg.): Tausend Jahre Nachbarschaft. Die Völker des baltischen Raumes und die Deutschen. München: Bruckmann 1995, ISBN 3-7654-2404-8.
- Die Deutsch-Balten. München: Langen Müller 1995 (Vertreibungsgebiete und vertriebene Deutsche 6), ISBN 3-7844-2524-0.
- Die Ostdeutschen: eine dokumentarische Bilanz 1945–1995. München: Langen Müller 1996 (Vertreibungsgebiete und vertriebene Deutsche 12), ISBN 3-7844-2561-5.
- Gegen den Mahlstrom der Zeit: ausgewählte Beiträge zur politischen Soziologie und neueren Sozialgeschichte. Anlässlich des 70. Geburtstages hrsg. von Herbert Brichta und Hans-Günther Parplies. Stuttgart: Steiner 1990 (Bibliographie Wilfried Schlau S. 309–315), ISBN 3-515-04915-0.
- (Hrsg.): Sozialgeschichte der baltischen Deutschen. 2. Auflage Köln: Verl. Wiss. und Politik 2000 (Bibliothek Wissenschaft und Politik 61), ISBN 3-8046-8876-4